# Barleria farinosa
Barleria farinosa är en akantusväxtart som beskrevs av Defl.. Barleria farinosa ingår i släktet Barleria och familjen akantusväxter. Inga underarter finns listade i Catalogue of Life.